# Attaque à la bombe de Tours en 2023
Le 22 mai 2023, un individu attaque le centre LGBTI de Tours, en France, avec un engin explosif comportant de l'acide et de l'aluminium. L'attentat ne fait aucune victime, après que les personnes se trouvant dans le centre parviennent à s'éloigner de l'engin. Une enquête pour tentative d'assassinat est ouverte. 
Le suspect, un catholique intégriste de 17 ans sans lien établi avec les organisations catholiques intégristes, est interpellé le 1er juin 2023.

## Contexte
En 2022 et 2023, les violences et les attaques visant des centres et des membres de la communauté LGBTI explosent en France. Le centre LGBTI de Tours, précisément, subit 6 attaques entre janvier et mai 2023,. Cela s'inscrit dans une recrudescence plus large des actes terroristes et des violences de l'extrême droite en France,,.
De nombreux attentats sont déjoués  en France ces dernières années, notamment venant de mouvances d'extrême droite, qualifiées de "nouvelles menaces" en France, l'étant déjà dans d'autres pays d'Europe (Allemagne,, Scandinavie). Les cibles attaquées par ces groupes et individus sont principalement le gouvernement et les antifascistes (et mouvances de gauche en général), mais également dans des projets d'ampleur la communauté musulmane, ainsi que la communauté LGBT.

## Déroulé
Le 22 mai 2023, vers 15h30, un individu masqué lance une bouteille contenant de l'acide et de l'aluminium,, un mélange explosif, sur le centre LGBTI de Tours,. Après que les deux salariés et un bénévole s'y trouvant sortent pour voir de quoi il s'agit, il leur aurait déclaré « Bon courage » avant de s'enfuir. L'engin aurait ensuite tardé avant d'exploser, ce qui aurait permis aux trois membres du centre de se réfugier à l'abri. Le centre subit d'importants dégâts à la suite de l'attaque.

## Suites judiciaires
Le préfet d'Indre-et-Loire et le maire de Tours se rendent sur place peu après l'attaque,,. Une enquête est ouverte pour « tentative d'assassinat » par la police judiciaire et l'Office central de lutte contre les crimes contre l’humanité et les crimes de haine (OCLCH).

### Suspect
Le suspect, un catholique intégriste de 17 ans, est interpellé le 1er juin 2023 et placé en garde-à-vue,. Après une perquisition chez lui, la police découvre de l'acide chlorhydrique et un manuel servant à créer des bombes. Selon la Procureure de la République, aucun lien du suspect avec des organisations catholiques intégristes n'est cependant établi.